# Boksitogorsk
Boksitogorsk (ros. Бокситогорск) – miasto w Rosji, w obwodzie leningradzkim, 245 km na wschód od Petersburga.

## Demografia
- 2009 – 16 607[2]
- 2021 – 14 973[1]